# Городской стадион (Гюмри)
Городско́й стадио́н Гюмри́ — многоцелевой стадион в Гюмри, Армения. В настоящее время используется главным образом для футбольных матчей и как домашняя арена футбольных клубов «Ширак» (Гюмри) и «Ширак-2» (Гюмри). Стадион вмещает около 3 000 зрителей, из которых 52 предназначены для VIP-гостей. Построен в 1924 году, открытие стадиона состоялось год спустя. В 1998 году прошла реставрация стадиона. Крытость стадиона составляет 24 %. Средняя посещаемость составляет 295 человек за игру.
После приобретения Футбольного клуба Ширак Арманом Саакяном в 2010 году, стадион сразу закрылся на реконструкцию. Полностью были отремонтированы как административное здание, так и здание предназначенное для VIP гостей. Частично были отремонтированы трибуны, число мест для VIP гостей были увеличены с 20 до 52.
Основная часть реконструкции была направлена на поле стадиона, которое было полностью изготовлено по новейшим технологиям.